# Zircaloy
Le Zircaloy (de l'anglais Zirconium et « alloy », alliage) est un groupe d'alliages de zirconium en solution solide.

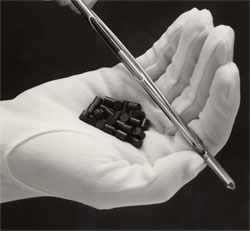
« Crayon » constitué d'un tube de zircaloy destiné à recevoir un empilement de pastilles d'uranium, élément de base d'un des assemblages qui seront insérés dans le réacteur nucléaire d'une centrale nucléaire.

Le Zircaloy est utilisé dans l'industrie chimique pour ses remarquables propriétés physico-chimiques. Ses matériaux constitutifs sont abondants, mais la purification du zirconium est coûteuse.
Ces alliages sont utilisés surtout dans l'industrie nucléaire (dans les « réacteurs à eau » notamment), en raison de leurs caractéristiques de transparence neutronique (le zirconium a une très faible section efficace d'absorption des neutrons thermiques). Ils forment le gainage des crayons combustibles, qui sont la première barrière de confinement, la seconde étant l'enveloppe du réacteur et du circuit primaire.
Le refroidissement du réacteur est nécessaire pour que le zirconium conserve une bonne tenue et une résistance à l'oxydation et à la corrosion nodulaire.
Dans certaines conditions (radioactivité, haute température et présence de vapeur d'eau notamment), une réaction oxydative du zirconium avec l'hydrogène de l'eau est possible, avec formation et diffusion dans l'alliage de zirconium d'hydrures moins denses, sources de fragilisation mécanique (avec cloques, desquamation et éventuelles fissurations ou casse) ; ce phénomène est connu sous le nom de « fragilisation par l'hydrogène » (en anglais : hydrogen embrittlement),. En cas de dénoyage (par défaut de refroidissement) du combustible nucléaire, ou lors de montée excessive en température, voire de vidange accidentelle du cœur, des dégradations ou des pertes d'étanchéité se produisent dans les gaines de zirconium.

## Propriétés
- Dureté élevée, ductilité intéressante et très bonne résistance (en conditions normales) à la corrosion par des acides, les alcalins, l'eau de mer, etc.
- Résistance thermique et bonne tenue aux hautes températures
- Transparence aux neutrons lents (qui peuvent donc entretenir la réaction nucléaire, dans le cœur d'un réacteur)

## Types ou «nuances»
- Zircaloy-1 (Zy-1) : alliage de zirconium avec 2,5 % d'étain. Cet alliage a pour principal inconvénient de se corroder avec le temps. Des éléments additifs ont été rajoutés pour contrer cet effet.
- Zircaloy-2 (Zy-2) : alliage de zirconium (98,25 % en masse), d'étain (1,45 %), de chrome (0,10 %), fer (0,135 %), nickel (0,055 %) et hafnium résiduel (< 0,01 %)[3]. Cet alliage est principalement utilisé dans les réacteurs à eau bouillante (REB).
- Zircaloy-4 (Zy-4) : alliage de zirconium (98,23 % en masse), d'étain (1,45 %), de chrome (0,10 %), fer (0,21 %), et hafnium (< 0,01 %)[3]. C'est le matériau de gainage principal des combustibles des centrales à eau sous pression (REP). Il existe des variantes du Zy-4 (taux d'étain plus faible) qui permettent de diminuer la desquamation de la couche d'oxyde qui se forme pendant le fonctionnement.

## Zircaloy «nucléaire»
Il doit contenir au moins 95 % (en masse) de Zirconium, et le moins possible de hafnium (car ce matériau présente une forte section efficace d'absorption des neutrons), or le minerai naturel contient à la fois le zirconium et le hafnium : le zirconium « commercial » contient de l'ordre de 1,5 % de hafnium. La séparation du hafnium est une opération délicate, qui représente environ 90 % du coût du zirconium « nucléaire ». Le hafnium est cependant valorisé comme matériau absorbant des barres de commandes de réacteurs nucléaires (réacteurs embarqués des sous-marins ou réacteurs expérimentaux). Il contient généralement moins de 2 % d'étain, de niobium, de fer, de chrome, de nickel et quelques autres métaux, qui lui sont ajoutés pour améliorer ses propriétés mécaniques et de résistance à la corrosion.

## Problèmes et inconvénients
En cas d'accident de perte de réfrigérant primaire (APRP) dans un réacteur nucléaire, la fragilisation par l'hydrogène accélère la dégradation de la gaine de zircaloy des barres de combustible exposée à la vapeur à haute température.
- Fragilisation par l'hydrogène : le Zircaloy présente une grande affinité avec l'hydrogène avec lequel il forme des hydrures (5 à 20 % de l'hydrogène en contact peut diffuser dans le revêtement de Zircaloy et former des hydrures qui le fragilisent fortement[6]). Or, dans certaines conditions de forte radioactivité et de température, la radioactivité du combustible nucléaire peut dissocier l'eau en hydrogène et oxygène. La maîtrise de la quantité d'hydrures formés est donc un paramètre-clé dans la conception des réacteurs nucléaires. Ce phénomène est l'un de ceux qui limitent l'utilisation du combustible nucléaire (taux de combustion à limiter sous un seuil de sécurité).
- Oxydation corrosive : dans certaines conditions, le Zircaloy réagit aussi avec l'oxygène (O2 ou H2O) pour former de l'oxyde de zirconium (aussi appelé zircone).
Sa structure cristalline étant très différente, quand la couche d'oxyde devient trop importante, elle forme des cloques ou se décolle sous forme de plaques : c'est ce que l'on appelle « desquamation de l'oxyde ». 
De plus, la réaction d'oxydation du zirconium est exothermique. À haute température, on observe un emballement de la réaction d'oxydation avec un dégagement important de chaleur qui affecte la tenue du matériau, et un important dégagement d'hydrogène. C'est l'origine des explosions d'hydrogène qui ont détruit les bâtiments des réacteurs de la centrale nucléaire de Fukushima Daiichi au Japon en mars 2011, à la suite de la perte des fonctions de refroidissement des réacteurs et/ou de leurs piscines de désactivation du combustible.
- Le Zy-4, soumis à des irradiations très longues, a tendance à la fois à s'oxyder et s'hydrurer de manière importante. C'est la raison pour laquelle les industriels cherchent toujours à développer de nouveaux alliages de zirconium ayant un meilleur comportement vis-à-vis de la corrosion. 
Il s'agit d'alliage de zirconium avec du niobium plus d'autres éléments additifs : 
  - alliage Zirlo (Westinghouse, États-Unis) ;
  - E110 (Russie) ;
  - M5 (Areva NP, France).

Ces nouveaux matériaux doivent progressivement remplacer le Zy-4.
Les copeaux de Zircaloy sont extrêmement combustibles. Ils peuvent prendre feu seuls s'ils sont en contact d'huile ou d'une forte température.